# Macromyzus manoji
Macromyzus manoji är en insektsart. Macromyzus manoji ingår i släktet Macromyzus och familjen långrörsbladlöss. Inga underarter finns listade i Catalogue of Life.